# Palazzo dei Giureconsulti
A Palazzo dei Giureconsulti (Jogtudósok palotája) egy 16. századi milánói palota. A belvárosban áll, a Piazza Mercantin.

## Története
Az épület bal felét IV. Piusz pápa építtette 1562-ben Vincenzo Seregnivel. A homlokzat közepén látható karcsú Torre di Napo Torriani viszont 1272-ből való, névadója Napo Torriani emeltette. Harangját annak idején kivégzések alkalmából szólaltatták meg. A palota jobb szárnyát a 17. században építették. Évszázadokon keresztül itt székelt a Collegio dei Giureconsulti (Jogtudósok kollégiuma). A 19. század végétől a milánói tőzsde székhelye volt, 1911-től, pedig a kereskedelmi kamara székel benne. A második világháborúban súlyos bombatámadás érte, de hamar helyreállították. 1991-ben hosszas restaurálási és átalakítási munkálatok során a palota alkalmassá vált kiállítások és konferenciák rendezésére.

## Leírása
Az épületről mintázták a Palazzo delle Scuole Palatinét. Manierista homlokzatának szembetűnő eleme a földszinti loggia, melyhez rövid lépcsősor vezet. Az emeleti ablakok gazdag díszítései között a Mediciek szobrai és címerei láthatók. A torony fülkéjében eredetileg II. Fülöp spanyol király szobra állt, ezt a franciák 1797-ben Brutus szobrával cserélték fel, de két év múlva ez is megsemmisült. Jelenleg Scorzini 1833-ban készült Szent Ambrus szobra áll itt.